# پتروپاولوو
پتروپاولوو (انگلیسی: Petropavlovo) یک شهرک در شهرستان کوشنارنکوفسکی جمهوری باشقیرستان در کشور روسیه است.